# Alexander Fölker
Alexander Fölker (nascut el 28 de gener de 1956 a Orșova), és un exjugador d'handbol, romanès, que va competir als Jocs Olímpics de 1976, als Jocs Olímpics de 1980, i als Jocs Olímpics de 1984, i va obtenir medalla en tots ells.
El 1976 va guanyar la medalla d'argent amb la selecció romanesa. Hi va jugar un partit, i marcà quatre gols.
Quatre anys més tard, va guanyar la medalla de bronze amb la selecció romanesa. Va jugar cinc partits, i hi marcà vuit gols.
El 1984 fou membre de l'equip romanès que guanyà novament la medalla de bronze. Va jugar els sis partits, i hi marcà vuit gols.
El 2010 era manager de l'equip MT Melsungen de la Bundesliga alemanya.